# ASI Abengourou
Associacion Sportive Indenié Abengourou w skrócie ASI Abengourou – iworyjski klub piłkarski grający w iworyjskiej pierwszej lidze, mający siedzibę w mieście Abengourou.

## Sukcesy
- Puchar Wybrzeża Kości Słoniowej[1]:
  - zwycięstwo (1): 1988

- - finał (1): 2011

## Występy w afrykańskich pucharach
| Sezon | Rozgrywki                 | Runda | Kraj          | Klub             | Dom | Wyjazd | Dwumecz |
| ----- | ------------------------- | ----- | ------------- | ---------------- | --- | ------ | ------- |
| 1989  | Puchar Zdobywców Pucharów | 1     | Gwinea Bissau | UD Internacional | –   | –      | –       |
| 1989  | Puchar Zdobywców Pucharów | 2     | Liberia       | LPRC Oilers      | 3–2 | 0–2    | 3–4     |

## Stadion
Domowe mecze klub rozgrywa na stadionie o nazwie Stade Henri Konan Bédié w Abengourou, który może pomieścić 3 000 widzów.

## Reprezentanci kraju grający w klubie od 1988 roku
Stan na styczeń 2023.
| - Willie Britto - Mamadou Diomandé - Pierre Gbizie - Adama Kangouté - Marcelin Koffi - Jules Gaël Lakpa | - Abdoul Aziz Siahoune - Banfa Sylla - Éric Toh - Raoul Yao Konan - Kévin Zougoula |